# Őstulok

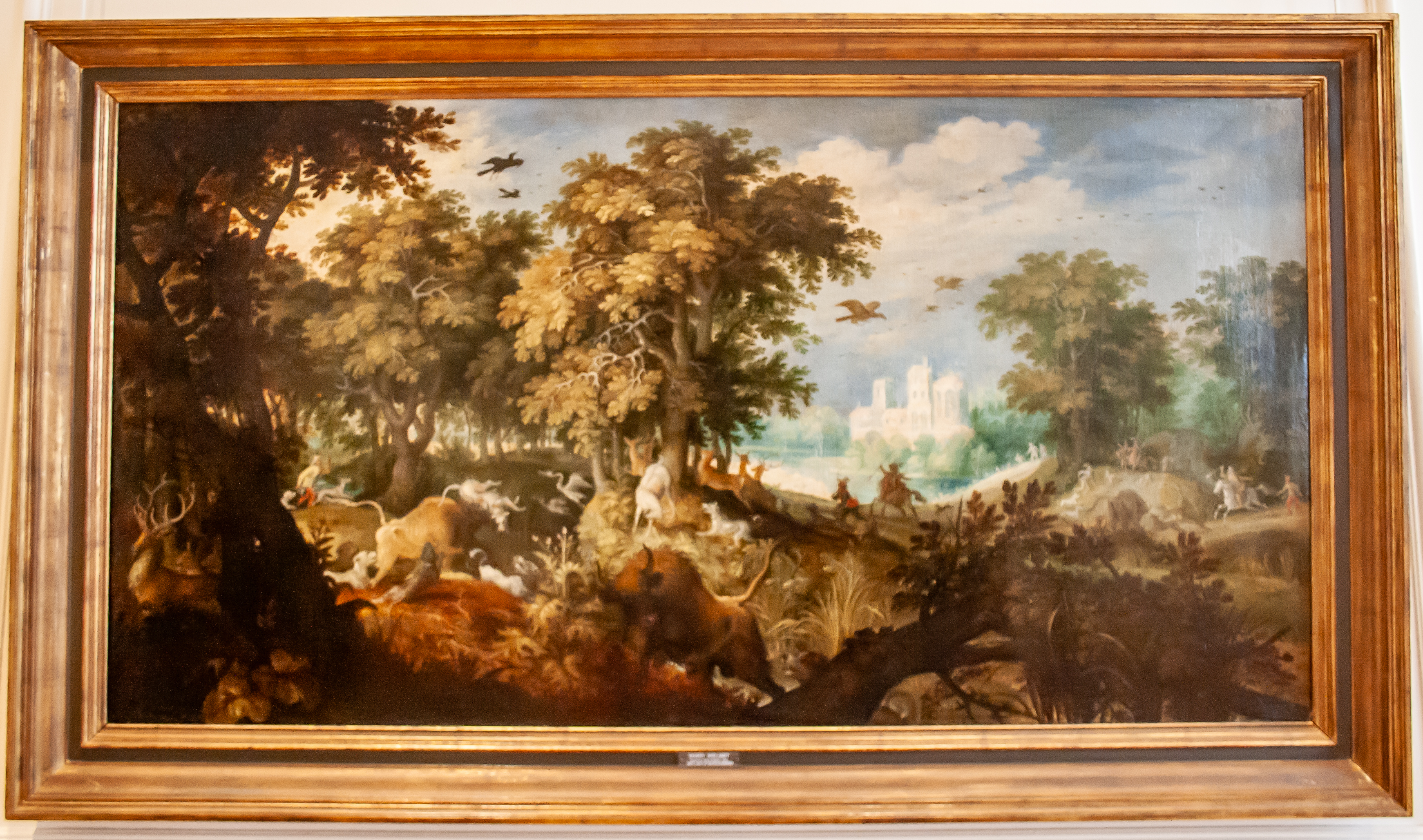
Őstulok ábrázolása Roelant Savery 1622-es festményén (az előtérben, középen is)

Az őstulok (Bos primigenius) az emlősök (Mammalia) osztályának párosujjú patások (Artiodactyla) rendjébe, ezen belül a tülkösszarvúak (Bovidae) családjába tartozó kihalt faj, amelynek utolsó egyede 1627-ben pusztult el.
A szarvasmarha (Bos taurus) őse, viszont 2003-tól külön fajnak tekintik.

## Kifejlődése
A pliocén korban a hűvösebb éghajlat elősegítette a nyílt füves puszták kiterjedését, amely az újabb nagytestű legelő állatok megjelenését segítette. Egyes kutatók a ma már kihalt Bos acutifronsot tekintik az őstulok ősének.
Az eddig talált legősibb, igazi őstulokra utaló maradványok körülbelül 2 millió évesek és Indiából származnak. Tehát az indiai alfaj volt az első. A pleisztocén kor alatt az őstulok benépesítette az Arab-félszigetet, valamint Kelet-Ázsiát is. Európába körülbelül 270 000 éve jutott el.

## Előfordulása
Az indiai szubkontinens erdős területeiről származó őstulok a Würm-glaciális után benépesítette egész Elő-Ázsiát, Európát és Észak-Afrikát. Az őstulok az őse az összes házi szarvasmarhafajtának, de a háziasítás után még jó néhány ezer évig fennmaradt.
Érdekes, hogy az őstulok keletről nyugat felé pusztult ki, először Indiában. Az utolsó állományok német földön éltek, már a történelmi időkben, amikor már régóta tartottak szarvasmarhákat. Végül, a 17. század első negyedében, 1627-ben, teljesen eltűnt ez a faj. Utolsó állománya a Mazuri-erdőkben élt. A populáció fogyásáról pontos adatok állnak rendelkezésre a lengyelországi jaktorówi erdő jegyzőkönyveiből. 1564-ben 38 példányról számolnak be, amiből csak 8 volt viszonylag fiatal (3 fiatal bika és 5 borjú), 1599-ben 24 példány, 1602-1620 között kettő, 1627-ig egyetlen példány, egy tehénből állt a teljes állomány.

## Alfajai
Ennek az állatnak manapság 3 alfaját ismerik el; a mai szarvasmarha (Bos taurus) ezek háziasításával jött létre (introgresszív hibridizációval), bár az afrikai alfaj génállományát nem sikerült kimutatni a mai állatokban:
- †Bos primigenius africanus (Thomas, 1881)
- †Bos primigenius namadicus (Falconer, 1859), leszármazottjának tekinthető a zebu
- †Bos primigenius primigenius (Bojanus, 1827), leszármazottja a közönséges szarvasmarha

## Megjelenése
Az őstulok testhossza 260-310 centiméter, marmagassága körülbelül 155-180 centiméter, tömege 700-1500 kilogramm (bikák), a tehenek kerek egynegyed résszel kisebbek és könnyebbek. Úgy tűnik, kezdetben lényegesen jobb volt a táplálékkínálat, ugyanis a legkorábbi leletek jóval nagyobb testméretről tanúskodnak. Az őstulkot mint vadon élő tulokfélét jellemezhetjük. Hasonlított ázsiai rokonaira, például a gaurra (Bos gaurus).
Az őstulokbikák szőrzete sötétbarna vagy fekete volt, fehér szájtájékkal és hátuk közepén fehéres csíkkal. A tehenek és borjak világosabb, vörösbarna színűek voltak. Jellemző volt még rájuk a hosszú, karcsú, nagy ívben felfelé hajló, világos szarv. A szarv a tőnél 180°-ban kifelé áll, majd előre kanyarodik a hosszúság második harmadának kezdete körül, és kissé felfelé és befelé mutat, a szarvhegyek közt mért távolság mindig kisebb, mint a legnagyobb szélesség. A bikáké jóval erősebb volt, mint a teheneké. A koponyán kis méretű tarkórész van, homloka széles, lapított, sőt néha homorú. A szarvtöveket összekötő fejél széles és egyenes.

## Életmódja
Az őstulok legkedvezőbb élőhelye a ritkás erdőkkel, legelőkkel és bozótosokkal tarkított táj lehetett. Az őstulok természetétől fogva társas állat volt, a nagycsaládokat egy-egy tapasztalt, idősebb tehén vezette. A fiatal bikák külön csordákba tömörülhettek, míg az idősebbek jobbára magányosan járhattak. Feltehetően nem volt olyan jól meghatározott revírjük, mint a teheneknek. Ahol télen rendszeresen nagyobb volt a hó, ott az őstulkok valószínűleg vándoroltak is, bár ezek az igénytelen állatok bizonyosan jól viselték a hosszabb éhezést, hiszen óriási zsírtartalékaik voltak. Kérődzők lévén táplálékukat igen jól hasznosították. A tülkösszarvúak vaskos, széles felső ajkukkal és hosszú nyelvükkel tépik le a füvet, majd azt lenyelve bendőjükbe juttatják. Később, pihenés közben felöklendezik a bendő tartalmát, és újra - ezúttal erősen megőrölve - átrágják. A szokásos füveken és lágyszárúakon kívül ősszel makkot és télen száraz faleveleket is fogyaszthatott.

## Az őstulok rekonstruálása
A kihalt őstulokról élő képet mutatnak a primitíven tartott, ősi szarvasmarhafajták visszatenyésztési kísérletei. Az 1920-as években régi szarvasmarha fajtáknak a felhasználásával – ilyenek a bikaviadalokon szereplő spanyol és dél-francia fajták, az afrikai zebufajták, a korzikai marha, a skót-felföldi marha és a magyar szürke szarvasmarha – sikerült visszatenyészteni egy, az őstulok ábrázolásaira nagyon hasonlító fajtát, amely a kitenyésztésén fáradozó német állattenyésztő tiszteletére a Heck-marha nevet kapta. Az őstulok külső megjelenése így nagyrészt rekonstruálható, de arról egyelőre még szó sem lehet, hogy a visszatenyésztett állatokat ellenőrizetlenül ki is engedjék a szabadba, hogy kiderüljön, mennyire bírják a természetes körülményeket.  Az őstulok génjei tehát a nagyszámú fajta közt szétforgácsolva fennmaradtak ugyan, de csak az ember felügyelete alatt.  A tenyésztési kísérlet még nem zárult le, bár a mai Heck-marhák már nagyon hasonlítanak az eredeti őstulokhoz, de még sok tennivaló van, amíg sikerül a domesztikációs géneket teljesen kiiktatni. A Hortobágyi Nemzeti Park bioszféra rezervátum magterületén is él 60 darab Heck-marha szabadon (mintegy 100 Przsevalszkij-ló (Equus ferus przewalskii) társaságában; az 1997-ben induló Pentezug Project keretében lettek telepítve).
|  |  |

## Érdekesség
A hagyomány szerint őstulok vagy bölény mutatta meg Moldva máramarosi alapítóinak az utat. Az egykori Moldvai Fejedelemség és a modernkori Moldova címerében is épp ezért őstulok szerepel.

### Fordítás
- Ez a szócikk részben vagy egészben  az   Aurochs című angol Wikipédia-szócikk ezen változatának fordításán alapul.  Az eredeti cikk szerkesztőit annak laptörténete sorolja fel. Ez a jelzés csupán a megfogalmazás eredetét és a szerzői jogokat jelzi, nem szolgál a cikkben szereplő információk forrásmegjelöléseként.